# Kali bromat
Kali bromat (KBrO3), là một muối bromat của kali ở dạng tinh thể hay bột màu trắng.

## Điều chế
Kali bromat được tạo thành khi brom được thổi qua một dung dịch kali hydroxide nóng. Trước tiên phản ứng tạo ra kali hypobromit không ổn định, nhanh chóng phân tách thành kali bromide và kali bromat:
3BrO−(dd) → 2Br−(dd) + BrO−3 (dd)
Điện phân dung dịch kali bromide cũng tạo thành bromat. Cả hai quá trình đều tương tự như các quy trình được sử dụng trong sản xuất muối clorat.
Kali bromat dễ dàng tách ra khỏi kali bromide trong cả hai phương pháp do độ tan của nó thấp hơn nhiều; khi một dung dịch chứa kali bromat và kali bromide được làm lạnh đến 0 ℃, hầu hết bromat sẽ kết tủa, trong khi hầu hết bromide sẽ còn trong dung dịch.

## Sử dụng trong nướng bánh
Mặc dù bị nhiều quốc gia cấm sử dụng trong công nghiệp thực phẩm, kali bromat thường được sử dụng ở Hoa Kỳ như là một chất hỗ trợ bột (E number E924). Nó hoạt động để tăng cường bột và cho phép nở nhiều hơn. Đây là một chất oxy hóa, và trong điều kiện thích hợp sẽ được sử dụng hết toàn bộ trong quá trình nướng bánh mì. Tuy nhiên, nếu quá nhiều chất này được thêm vào, hoặc nếu bánh mì không được nướng đủ lâu hoặc không ở nhiệt độ đủ cao, sau đó một lượng dư kali bromat sẽ vẫn còn, có thể gây hại nếu ăn vào. Kali bromat cũng có thể được sử dụng trong sản xuất mạch nha, với Cục quản lý Thực phẩm và Dược phẩm Hoa Kỳ (FDA) đã quy định một số điều kiện an toàn nhất định, bao gồm các tiêu chuẩn ghi nhãn cho sản phẩm cuối cùng của mạch nha. Nó là một chất oxy hóa rất mạnh (E° = 1,5 V, tương đương với kali pemanganat).